# تپه ده‌کاو
تپه ده کاو مربوط به سده‌های میانه و متاخر دوران‌های تاریخی پس از اسلام است و در شهرستان هرسین، بخش بیستون، دهستان چمچمال، ۸۰۰ متری جنوب روستای چمبتان سفلی واقع شده و این اثر در تاریخ ۲۶ اسفند ۱۳۸۷ با شمارهٔ ثبت ۲۵۵۰۳ به‌عنوان یکی از آثار ملی ایران به ثبت رسیده است.